# Horní Beřkovice
Horní Beřkovice (deutsch Ober Berschkowitz) ist eine Gemeinde in Tschechien. Sie liegt neun Kilometer westlich von Mělník und gehört zum Okres Litoměřice.

## Geographie
Das Dorf befindet sich südöstlich des Říp auf der Böhmischen Tafel. Durch Horní Beřkovice führt die Eisenbahnstrecke Libochovice – Vraňany.
Nachbarorte sind Kostomlaty pod Řípem im Norden, Cítov im Nordosten, Daminěves und Jenišovice im Osten, Lužec nad Vltavou im Südosten, Spomyšl und Jeviněves im Süden, Černouček im Westen sowie Ctiněves im Nordwesten.

## Geschichte
Nach alten Überlieferungen soll der Ort im 9. Jahrhundert durch Beš, den Stammvater der Pschowanen, gegründet und nach ihm als Beškovice benannt worden sein.
Die erste urkundliche Erwähnung erfolgte unter dem Namen Boskovice und stammt aus dem Jahre 1344. Besitzer des Dorfes war zu dieser Zeit Ješek von Beškovice, der auch Vliněves, Neumětely und Cítov besaß. Das Geschlecht der Beškovice von Beškovic stammt von Smil von Citov ab, der 1268 das Kloster des Hl. Laurentius in Mělník gründete, und machte die Feste Beškovice zu seinem Stammsitz. Die Beškovice von Beškovic besaßen Güter in Mittel- und Ostböhmen. Mit Mikuláš von Beškovice erlosch die Familie 1579 im Mannesstamme, den Titel und das Wappen erbte der Prager Bürger Pavel Kostelecký.
Den früheren Stammsitz Beškovice hatte Jan der Jüngere von Beškovice bereits nach 1450 an Čéček von Pakoměřice verkauft. 1470 wurden die Firšic von Nabdín Besitzer von Beškovice. Nachdem Jindřich Firšic 1497 Veltrusy von Zdeňko von Šternberk abgekauft hatte, schloss er es an die Herrschaft Beškovice an. Die Herrschaft umfasste auch Straškov sowie Teile von Bechlín, Průhon, Předonín, Vepřek und Záblati.
1521 verkaufte Jan Firšic die Herrschaft Beškovice an Burian Trčka von Lípa. 1527 wurde Hans Kaplirz de Sulewicz auf Dux Besitzer von Beschkowitz. Ihm folgte drei Jahre später sein Sohn Pavel, der sich Pavel Beškovský nannte und die Feste zu seinem Sitz machte. Nach dessen Tode verkaufte seine Witwe Eva 1559 die Herrschaft an Kaspar von Bellwitz und Nostitz, der sie noch im selben Jahre an Christoph Popel von Lobkowicz auf Bílina und Kost weiterreichte. Seit dem Ende des 16. Jahrhunderts wurde das Dorf zur Unterscheidung von einem gleichnamigen Ort als Hoření Beřkovice bezeichnet.
Von 1604 bis zu seinem Tode im Jahre 1647 war Wilhelm von Lobkowicz Besitzer von Hoření Beřkovice, bis 1615 gemeinsam mit seinem Bruder Wenzel, der früh verstarb. Von seiner Witwe Begina Katharina ging der Besitz 1655 an Christoph Ferdinand Popel von Lobkowicz über. Dieser verkaufte Hoření Beřkovice im gleichen Jahre an Johann von Rottal, der es seinem Schwiegersohn Ferdinand Ernst von Waldstein überließ. Dessen Sohn Ernst Joseph von Waldstein verkaufte Ober Berschkowitz 1680 an Franz Ritter Scheidler von Scheidlern. Unter dessen Sohn Christoph Ferdinand Scheidler begann 1684 der Umbau der Feste zu einem Schloss.
Adam Franz von Hartig ließ 1738 das Neue Schloss errichten, da ihm das alte nicht gefiel. 1752 erwarb der böhmische Statthalter und Hofkanzler Rudolph Chotek von Chotkow die Herrschaft. 1821 folgten die Grafen Ledebour. Adolf von Ledebour verkaufte Horní Beřkovice 1841 an Čeňek Graf von Desfours-Walderode.
Nach der Aufhebung der Patrimonialherrschaften wurde Horní Beřkovice 1848 zur selbstständigen Gemeinde im Bezirk Roudnice nad Labem. Während der Schlacht bei Königgrätz befand sich 1866 im Gasthaus ein preußisches Militärlazarett. 1869 erwarb der Gutsbesitzer Josef Černý das Schloss. Černý verkaufte 1889 das Schloss an die Verwaltung des Kronlandes Böhmen, die im darauf folgenden Jahr darin eine Landesirrenanstalt einrichtete. 1912 wurde die Grundschule erbaut.
Seit 1961 gehört die Gemeinde zum Okres Litoměřice. Von der 1. bis zur 9. Klasse ist Horní Beřkovice Schulort für die Nachbarorte Ctiněves, Černouček, Kostomlaty pod Řípem und Libkovice pod Řípem.

## Ortsgliederung
Für die Gemeinde Horní Beřkovice sind keine Ortsteile ausgewiesen.

## Sehenswürdigkeiten
- Neues Schloss Horní Beřkovice, der Barockbau entstand zwischen 1738 und 1756 für Adam Franz von Hartig. Zwischen 1770 und 1780 wurde es um die Seitenflügel erweitert. 1773 wurde im Westflügel die St. Wenzels-Kapelle geweiht. Zu Beginn des 19. Jahrhunderts wurde ein englischer Landschaftspark angelegt. Die Anlage dient heute als Psychiatrisches Krankenhaus.
- Kirche St. Wenzel am Schloss, errichtet von 1915 bis 1942 anstelle der St. Wenzels-Kapelle. Der Bau durch die Firma František Nekvasil aus Karlín wurde wegen des Ersten Weltkrieges unterbrochen und 1920 fortgesetzt.
- Denkmal für Klementina Kalašová, errichtet 1970
- Schule, erbaut 1912
- Friedhof
- Gedenkstein für den im Lazarett verstorbenen preußischen Soldaten Karl Rott, am Wegekreuz nach Kostomlaty und Černouček

## Söhne und Töchter der Gemeinde
- Klementina Kalašová (1850–1889), Mezzosopranistin